# William Carrall Hilborn
William Carrall Hilborn (Quesnel, 5 luglio 1898 – Campo di aviazione di Grossa, 26 agosto 1918) è stato un aviatore canadese.
Il capitano William Carrall Hilborn è stato un asso dell'aviazione canadese della prima guerra mondiale. È cresciuto come un pioniere del Canada occidentale. Ha intrapreso la propria educazione aeronautica nella sua ansia di unirsi al Royal Flying Corps. Superò problemi fisici e una tendenza al mal di volo per diventare un gregario del famoso asso canadese William George Barker. Dopo aver raggiunto sette vittorie in Italia, Hilborn morì il 26 agosto 1918 dalle ferite ricevute in un incidente aereo.

## Biografia
William Carrall Hilborn nacque il 5 luglio 1898 a Quesnel (Columbia Britannica), Canada; il suo nome e quello della famiglia furono successivamente variamente indicati come "Carroll" e "Hillborn". I suoi genitori erano Josephine Elizabeth e Stephan Lundy Hilborn. William Carrall era il secondo figlio; ebbe sei fratelli più piccoli. Crebbe nel ranch della sua famiglia e frequentò le elementari in una scuola costruita da suo padre. Negli anni successivi, Stephen Lundy Hilborn costruì un'altra casa in città, vicino alla scuola superiore frequentata dai suoi figli.
Nel 1916, durante la prima guerra mondiale, William Carrall Hilborn e suo fratello maggiore Clarence decisero di imparare a volare per potersi unire al Royal Flying Corps. Presero in prestito denaro per spese di C$300 ciascuno ed iniziarono gli studi presso la British Columbia Aviation School Limited nell'ottobre del 1916. Quando finirono i soldi, tornarono a casa. Tuttavia, furono chiamati per la formazione a Deseronto nell'Ontario e si diplomarono nell'estate del 1917. William si arruolò il 23 luglio 1917, assegnato come sottotenente temporaneo in prova e si imbarcò sulla nave da guerra scozzese per l'Inghilterra nello stesso giorno.

## Prima guerra mondiale
Hilborn iniziò la formazione avanzata in Inghilterra presso la Central Flying School il 15 agosto 1917. Il 3 ottobre 1917 fu nominato Flying officer nella lista generale, a indicare la sua disponibilità a schierarsi come pilota. Si diplomò presso la Central Flying School il 14 ottobre 1917. Dovette quindi subire un'operazione al naso, e passò due settimane a riprendersi. Confidò in quel periodo a suo fratello Clarence di avere sofferenza per il volo a qualsiasi livello e che si aspettava di diventare un istruttore di Upavon nel Wiltshire.
Tuttavia, il giovane William si unì al No. 66 Squadron RAF in Francia il 10 novembre 1917 prima del suo trasferimento in Italia. A dicembre, era in azione in Italia, schiantando uno dei Sopwith Camel dello squadrone all'atterraggio perché aveva perso una ruota per il fuoco antiaereo. Il 24 dicembre si ruppe il naso durante un incontro di boxe amichevole.
Il 1º maggio 1918 alle 08:50, Hilborn conseguì la sua prima vittoria aerea su Fonzaso, in Italia, quando mise a ferro e fuoco un Albatros D.III dell'Impero austro-ungarico con una raffica di mitragliatrice a 14 000 piedi per la sua prima volta. L'Albatros perse quota per circa 1 000 piedi prima di schiantarsi. Tre giorni dopo, Hilborn era in volo con quattro piloti di Sopwith Camel che affrontarono una formazione di 14 caccia nemici alle 09:45. Hilborn abbatté un altro Albatros D.III, questa volta su Conegliano. L'11 maggio 1918 alle 10:50, mentre volava come gregario per il famoso asso William George Barker, Hilborn abbatté un terzo Albatros sopra Torre di Mosto. A mezzogiorno del 20 maggio, di nuovo in volo come gregario di Barker, il giovane canadese abbatté un Aviatik D.I austro-ungarico su Fontane.
La sua quinta vittoria arrivò il 18 luglio 1918, quando abbatté un Albatros D.III sopra Stoccareddo. Undici giorni dopo, alle 07:40, avrebbe raggiunto il suo ultimo trionfo con il 66simo squadrone, abbattendo un altro Albatros D.III, sopra Feltre.
Il 2 agosto 1918, Hilborn si trasferì al No. 28 Squadron RAF. Alle 11:40 del giorno 12, sparò circa 50 colpi contro un D.III su Cessalto; l'Albatros si fermò, Hilborn sparò altri 50 colpi e l'aereo nemico si ruppe a 14 000 piedi: fu l'ultima vittoria di Hilborn. Il giorno successivo si trasferì al No. 45 Squadron RAF come flight commander della C Flight. Il 16 agosto, mentre praticava il volo notturno, si schiantò contro un albero nel nuovo aerodromo del Campo di aviazione di Grossa di Gazzo, fratturandosi il cranio. Morì per le ferite riportate il 26 agosto 1918 e fu sepolto nel Cimitero Comunale di Montecchio Precalcino.